# Музыкальная академия Ференца Листа
Музыкальная академия Ференца Листа (венг. Liszt Ferenc Zeneművészeti Egyetem) — ведущее высшее музыкальное учебное заведение Венгрии, расположенное в Будапеште.
Академия основана в 1875 году Ференцем Листом и первоначально располагалась в его собственном доме. До 1919 года называлась Королевской венгерской академией музыки (нем. Königlich-Ungarische Musikakademie), затем просто Музыкальным колледжем, в 1925 году получила своё нынешнее название. В состав Академии входят также музей и исследовательский центр Листа и музыкальное училище имени Бартока.
Современное здание Академии в стиле ар-нуво с концертным залом было построено в 1907 году на углу улицы Király и площади Ференца Листа (венг. Liszt Ferenc tér). До этого Академия располагалась в здании на проспекте Андраши, построенном по проекту архитектора Адольфа Ланга (так называемая «Старая музыкальная академия»). Здание было выкуплено Академией обратно только в 1980-х и сейчас официально называется Мемориальным и исследовательским центром Ференца Листа.

## Ректоры Академии
- Ференц Эркель (1875—1887)
- Эден Михалович (1887—1919)
- Енё Хубаи (1919—1934)
- Эрнест фон Донаньи (1934—1943)
- Эде Затурецки (1943—1957)
- Ференц Сабо (1958—1967)
- Денеш Ковач (1967—1980)
- Йожеф Уйфалуши (1980—1988)
- Йожеф Шопрони (1988—1994)
- Иштван Лантош (1994—1997)
- Шандор Фальваи (1997—2004)
- Андраш Батта (2004—2013)
- Андреа Виг (01.11.2013 — по настоящее время)